# BBAM
BBAM (Babcock & Brown Aircraft Management) è una società di finanziamento e leasing di aviazione commerciale. L'azienda offre molti servizi finanziari per l'aviazione, tra cui leasing di aeromobili, prestito di aeromobili, leasing di motori, gestione delle risorse e consulenza aeronautica. In termini di leasing di aeromobili, BBAM acquista aerei da produttori come Airbus e Boeing, quindi li affitta alle compagnie aeree, in genere per circa otto anni e di solito con contratti di noleggio dry lease. L'azienda ha sede a San Francisco, in California, negli Stati Uniti.
BBAM è di proprietà del 35% dei dirigenti, del 35% di Onex e del 30% di GIC.

## Storia
L'azienda è stata fondata nel 1989 da Babcock & Brown come divisione per il finanziamento e leasing d'aeromobili. Nell'ottobre 2007, BBAM ha sponsorizzato l'offerta pubblica iniziale di FLY Leasing Limited nella Borsa di New York, che è stata negoziata con il simbolo FLY. Nel 2010 i dirigenti dell'azienda, hanno acquistato l'85% dell'azienda, a seguito del fallimento della società madre. Nel 2012, la società canadese di private equity Onex, ha dichiarato che avrebbe acquisito una partecipazione del 50% in BBAM, per 165 milioni di dollari. Mediante l'acquisto di una quota del 35% dai dirigenti di BBAM e una quota del 15% da Fly Leasing, la quale aveva in precedenza acquisito una di minoranza di BBAM. Nel 2017 GIC, il fondo sovrano di Singapore, ha acquisito una partecipazione del 30% in BBAM, tramite vendite parziali da parte dei due azionisti esistenti della società. Nel 2018, BBAM ha acquisito Asia Aviation Capital (AAC), una società posseduta da Airasia, per 1,18 miliardi di dollari, diventando proprietaria di 84 aeromobili e 14 motori. Inoltre, ha stipulato accordi per l'acquisizione di 48 aeromobili da consegnare ad AirAsia e un'opzione per altre 50 unità.

## Servizi
BBAM possiede un portafoglio di aerei passeggeri narrowbody e widebody, aerei cargo, jet regionali di produttori come Airbus e Boeing. I clienti finanziano questi aeromobili attraverso le seguenti offerte BBAM:
- Contratti di locazione
- Tecnici aeronautici
- Gestione
- Modifiche agli aeromobili
- Conversioni di aerei da passeggero a cargo
- Conformità normativa
- Servizi finanziari
- Reporting per gli investitori

BBAM da giugno 2020 effettua conversioni di aerei passeggeri a cargo, sugli Airbus A321-200, Boeing 737-800 e Boeing 757-200.